# Franz Antoine
Pour les articles homonymes, voir Antoine.
Franz Antoine est un jardinier autrichien, né le 23 février 1815 à Vienne et mort le 11 mars 1886.

## Biographie
Il est le directeur des jardins du château de Schönbrunn à Vienne. Antoine est l’auteur de :
- Die Coniferen, 1840-1847
- Der Wintergarten der K. K. Hofburg zu Wien, 1852
- Avec Karl Georg Theodor Kotschy (1813-1866) Coniferen des Cilicischen Taurus, 1855
- Die Cupressineen-Gattungen: Arceuthos, Juniperus u. Sabina, 1857-1860
- Phyto-Iconographie der Bromeliaceen..., 1884.

Photographe amateur, il présente ses photographies, presque exclusivement des études végétales, des natures mortes et des vues de Vienne, lors de trois expositions à Vienne en 1864 et 1873 et à Paris en 1867.